# Erik Fichtelius
Erik Fichtelius (Uppsala, 15 dicembre 1949) è un giornalista, autore televisivo e scrittore svedese.
Fu CEO di Utbildningsradion, la principale compagnia di trasmissioni educative svedese, fino all'estate del 2015. Dall'autunno di quell'anno al 2019, passò alla guida dello sviluppo della Biblioteca nazionale svedese.

## Biografia
Erik, figlio del professore di istologia Karl Erik Fichtleius e dell'artista tessile Ulla Ringmar, lavorò come giornalista freelance per il quotidiano Upsala Nya Tidning tra il 1967 e il 1969. Nel 1968 studiò alla John F. Kennedy Senior High School di Minneapolis, per poi diventare nel 1974 bachelor in filosofia in scienze politiche e sociologia all'Università di Uppsala. Negli anni 1969-1972 lavorò presso la radio regionale della città e successivamente, nel biennio 1972-1973, per l'allora TV 2 di SVT. Nel 1974 fu a Parigi per conto di Aftonbladet. Nel 1975, ideò il programma per bambini Kartonghuset su SVT.
Nello stesso anno, Fichtelius fu impiegato presso Riksradion e Ekoredaktionen, dove fu anche caporedattore rispettivamente dal 1980 al 1984 e dal 1987 al 1993. Negli anni 1984-1986 fu produttore e program manager per il programma Konsumentekot e nel 1986 ricevette il premio Stora Journalistpriset, per i traguardi raggiunti nel giornalismo. Nel 1993 lasciò la radio per il programma televisivo Aktuellt, presso cui fu impiegato come giornalista nazionale e commentatore politico. Dal 1996 al 1997, fu professore inviato di giornalismo presso JMK, Università di Stoccolma.
Durante i movimenti elettorali nel 1998 e nel 2002, Fichtelius guidò le udienze dei leader del partito per SVT nel 1998 insieme a Helena Stålnert e nel 2002 con Stina Lundberg. Nel 2003, Fichtelius venne caporedattore ed editore responsabile di SVT24 Direkt, che trasmette seminari, audizioni, dibattiti e conferenze, nonché dirette dal Riksdag e dal Parlamento europeo. Nel 2007, ricevette il secondo Stora Journalistpriset, come "Innovator of the Year" per la serie di documentari storici Ordförande Persson.
Nell'agosto 2009, Fichtelius venne nominato CEO di Utbildningsradion, UR. Nel novembre 2010 ricevette una laurea honoris causa in filosofia in scienze dei media e della comunicazione presso la Mid Sweden University.
Fu membro  del consiglio dei corpi di diffusione e produzione radiofonica Rikab (Radiotjänst i Kiruna), SRF (Sveriges Radios Förvaltnings AB), dell'Istituto di politica estera e della Royal Patriotic Society.È presidente di Utgivarna, un'organizzazione collaborativa per la stampa, la radio e la televisione.
Nel dicembre 2014 annunciò che, in quanto pensionato, intendeva lasciare il suo incarico di amministratore delegato di Utbildningsradion, cosa che poi avvenne il 15 agosto 2015.
Tra il 2015 e il 2019, Erik Fichtelius lavorò presso la Biblioteca nazionale svedese, KB, come coordinatore nazionale per una strategia bibliotecaria nazionale. Le proposte vennero presentate al governo nell'aprile 2019. La proposta principale venne denominata "Tesoro della democrazia" e fu integrata con diversi film.

## Vita privata
Nel 1999, Fichtelius sposò Ulrika Beck-Friis, editrice e caporedattrice di Gothia Continuing Education ed ex vicedirettore di Svenska Dagbladet.

## Opere
La bibliografia di Fichtelius comprende, tra gli altri, reportage sul Sahara occidentale e sul Ljusnan, nonché libri su personal computer, sul giornalismo e il romanzo Startkapitalet.
- 1972 Kampen om ljusnan
- 1978 Västsaharas kamp för oberoende
- 1983 Startkapitalet: En fiffelroman ISBN 91-7798-849-3
- 1985 Apfällan (så använder jag min PC) ISBN 91-7798-062-X
- 1988 Programmen till din PC, ISBN 91-86940-07-4
- 1997 Nyhetsjournalistik – tio gyllene regler ISBN 978-91-26-97870-7
- 1997 Public service i praktiken: en antologi om radio och TV i allmänhetens tjänst
- 2007 Aldrig ensam – alltid ensam, Samtalen med Göran Persson 1996 - 2006 ISBN 978-91-1-301753-2
- 2008 Nyhetsjournalistik – tio gyllene regler, version 2.0 ISBN 978-91-25-08004-3
- 2016 Vad är en nyhet? – och 100 andra jätteviktiga frågor ISBN 9789187007927
- 2018 Historiska katter
- 2018 Scoopet - Förstörda bevis - con Martin Widmark
- 2019 Scoopet - Mordbranden con Martin Widmark